# 華訊
華訊股份有限公司，簡稱華訊（英語：ALLTRONICS HOLDINGS LIMITED，港交所：0833），在1993年由林賢奇、楊寶華創立，名為「德讯电子(深圳)有限公司」。主要業務生產及銷售灌溉调控器、香熏电离子器、无线电调控钟及时钟运作配件、电池充电器、有线电话及一氧化碳探测器。
該股份自2005年7月15日在香港交易所主板上市。總部位於香港铜锣湾威非路道18号万国宝通中心4楼408室，而工廠大部分也是在深圳。

## 連結
- Alltronics.com.hk （页面存档备份，存于）
- Irasia.com/listco/hk/alltronics/index.htm （页面存档备份，存于）